# Abdarainurus
Abdarainurus (il cui nome significa "coda di Abdrant Nuru", riferito alla località di ritrovamento dell'olotipo, PIN 5669/1) è un genere di dinosauro titanosauro vissuto in quella che oggi è la Formazione Alagteeg, in Mongolia, nel Cretacico superiore. Il genere contiene una sola specie, Abdarainurus barsboldi, basata su 9 vertebre caudali e sui chevron associati ad esse. È considerato un titanosauro basale, e potrebbe far parte di un lignaggio precedentemente sconosciuto di macronaria asiatici altamente specializzati.